# Episodi di Weeds (terza stagione)
La terza stagione della serie televisiva Weeds è stata trasmessa in prima visione negli Stati Uniti dal 13 agosto al 19 novembre 2007 sul canale Showtime.
In Italia la stagione è andata in onda dal 4 ottobre al 22 novembre 2010 su Rai 4.
| nº | Titolo originale             | Titolo italiano         | Prima TV USA      | Prima TV Italia  |
| -- | ---------------------------- | ----------------------- | ----------------- | ---------------- |
| 1  | Doing the Backstroke         | Nuotando sul dorso      | 13 agosto 2007    | 4 ottobre 2010   |
| 2  | A Pool and His Money         | Maledetta piscina       | 20 agosto 2007    | 4 ottobre 2010   |
| 3  | The Brick Dance              | Il ballo del pacchetto  | 27 agosto 2007    | 11 ottobre 2010  |
| 4  | Sh*t Highway                 | Colpo di mano           | 3 settembre 2007  | 11 ottobre 2010  |
| 5  | Bill Sussman                 | Bentornato Bill         | 10 settembre 2007 | 18 ottobre 2010  |
| 6  | Grasshopper                  | Salvate il toporagno    | 17 settembre 2007 | 18 ottobre 2010  |
| 7  | He Taught Me How to Drive By | Libertà                 | 24 settembre 2007 | 25 ottobre 2010  |
| 8  | The Two Mrs. Scottsons       | Le due signore Scottson | 1º ottobre 2007   | 25 ottobre 2010  |
| 9  | Release the Hounds           | La nuova Majestic       | 8 ottobre 2007    | 1º novembre 2010 |
| 10 | Roy Till Called              | Ha chiamato Roy!        | 15 ottobre 2007   | 1º novembre 2010 |
| 11 | Cankles                      | Aguatecture             | 22 ottobre 2007   | 8 novembre 2010  |
| 12 | The Dark Time                | Il periodo oscuro       | 29 ottobre 2007   | 8 novembre 2010  |
| 13 | Risk                         | Risiko!                 | 5 novembre 2007   | 15 novembre 2010 |
| 14 | Protection                   | Sotto protezione        | 12 novembre 2007  | 15 novembre 2010 |
| 15 | Go                           | Majestic inferno        | 19 novembre 2007  | 22 novembre 2010 |